# April
za drug pomen glej April (pevka)
April ali mali traven je 4. mesec v letu po gregorijanskem koledarju in ima 30 dni. Ime meseca izhaja iz latinske besede aperire, ki pomeni »odpreti« in se verjetno nanaša na pomladno prebujanje in rast rastlin. Po drugi teoriji ime izhaja iz imena Apro (za Afrodito) oz. iz indoevropejske besede apero, ki pomeni naslednji.
April se vsako leto začne na isti dan v tednu kot julij, v prestopnih letih pa tudi na isti dan kot januar.
Izvirno slovensko ime za april je mali traven, hrvaško travanj, češko duben in poljsko kwiecień. Druga stara imena so: traven, veliki traven, zelenár, deževni mesec, velikotravnik, mali travnik, travnjek, travnik, jurjevščak, štrtnik, ovčjider. V irskem koledarju se ta mesec imenuje Aibreán in je tretji in zadnji mesec pomladi. V prekmurščini velki tráven, ali völki tráven in tudi apriliš.

## Prazniki in obredi
- 1. april - dan norcev
- 5. april - praznik čiščenja grobov (LR Kitajska)
- 22. april - dan Zemlje
- 23. april - svetovni dan knjige in avtorskih pravic
- 27. april - dan upora proti okupatorju (Slovenija)